# Соната для фортепіано № 2 (Шопен)
Соната для фортепіано № 2 сі-бемоль мінор, ор. 35 — соната Фридерика Шопена, закінчена в 1839 році, вперше опублікована в 1840 році. Один з найвидатніших творів романтизму в музиці. Найбільш відома її третя частина — Похоронний марш, написаний ще в 1837 році.

## Структура
Складається з чотирьох частин:

I. Grave. Doppio movimento

II. Scherzo

III. Marche funèbre: Lento

IV. Finale: Presto
Перша частина відкривається коротким вступом (4 такти), у якому відразу ж відбувається зміна тонічного основи з Des на b. Перша тема (головна партія) іде в сі-бемоль мінорі. Р. Шуман писав про неї, що «так може почати тільки Шопен і тільки він може так закінчити: від дисонансів через дисонанси до дисонансу». Лютославський порівнював цей початок з початком V симфонії Бетховена і вважав одним з найвищих творчих злетів у музиці. Ця тема відрізняється бурхливістю і постійною зміною forte і piano. Потім вона повторюється, але зі зміщеними акцентами. Друга тема (побічна партія) на перший погляд прямо протилежна за змістом першій, з іншого боку вона доповнює і врівноважує патетику першої. Тим виразніше стає вибух заключній партії. Перша частина, відповідно до законів форми, повторюється два рази. Розробка заснована переважно на темі головній партії. Спочатку тема звучить у нижньому регістрі, що надає їй надзвичайно похмурий відтінок. У середньому регістрі у цей час повторюються мотиви вступу, які потім переходять у бас, де звучать вже fortissimo. Дві ці теми розвивають картину драматичної боротьби, що постає у сонаті. У репризі головна партія пропущена, як це відбувається і в інших сонатах Шопена. Реприза написана в однойменному сі-бемоль мажорі. В коді знову з'являються в басах фрази головній партії, у той час як в правій руці потужні акорди спрямовуються у верхній регістр.
Друга частина сонати названа Шопеном Скерцо і є однією з драматичніших творів композитора.
Третя частина відома як похоронний марш. Під цю музику ховали самого композитора на кладовище Пер-Лашез, а в XX столітті зокрема таких відомих політичних лідерів як Дж. Кеннеді і Л. І. Брежнєва. В драматургії Сонати вона займає центральне місце. На думку Ю. Хоминьского «Після героїчної боротьби похоронний марш є вже, очевидно, останнім актом драми … ». Марш написаний тричастинній формі. У першому розділі особливо важливі рівномірні басові акорди, підкреслені пунктирним ритмом верхнього голосу. Вважається, що це імітація дзвону. Тональний побудову третьої частини подібно побудови першої: b—Des. Середній епізод можна назвати елегійно-кантиленним.
Заключна частина за висловом А. Г. Рубінштейна нагадує, «нічний віяння вітру над трунами на кладовищі». Тривалість її виконання становить приблизно хвилину. Обидва голоси звучать в унісон. Ритмічне напруга поєднується тут з гармонійним, досягається застосуванням дисонуючих інтервалів та різких модуляційних зрушень, хоча при цьому зберігається орієнтація на тонічний устої. Приблизно з середини повторюються перші такти. За висловом Р. Шумана ця частина «позбавлена мелодії і радості» і що «це — не музика», проте помічав присутність в ній якогось «страхітливого духу». Соната закінчується могутнім акордом fortissimo спочатку в басу, потім — майже відразу — у верхньому голосі.

## Обробки і цитування
Ряд поп і рок-гуртів використали теми цієї сонати в своїй творчості:
- Ankhagram «…End of Everything» з альбому «Neverending Sorrow» (2007)
- Balrog «Funeral March Of Mankind» з альбому «Kill Yourself» (2001)
- Bathory «Call From The Grave» з альбому «Under the Sign of the Black Mark» (1987) (+ кавер-версия группы Daemonarch на эту песню з альбому «Hermeticum» (1998))
- Candlemass «Marche Funebre» з альбому «Nightfall» (1987)
- Die Apokalyptischen Reiter «Human End» з альбому «Soft And Stronger» (1997)
- Lucifugum «Больше жизни!» з альбому «Клеймо эгоизма» (2002)
- Somnolent «Marche Funebre» з альбому «Live In Odessa» (2007)
- The Great Kat «Funeral March» з альбому «Beethoven On Speed» (1990)
- Trouble «On Borrowed Time» з альбому «Run To The Light» (1987)
- Until Death Overtakes Me «Marche Funebre» з альбому «Prelude To Monolith» (2003)
- KYPCK «Трос, Грузовик и Тёмный Балкон» з альбому «Имена На Стене» (2014)